# 横浜商工会議所

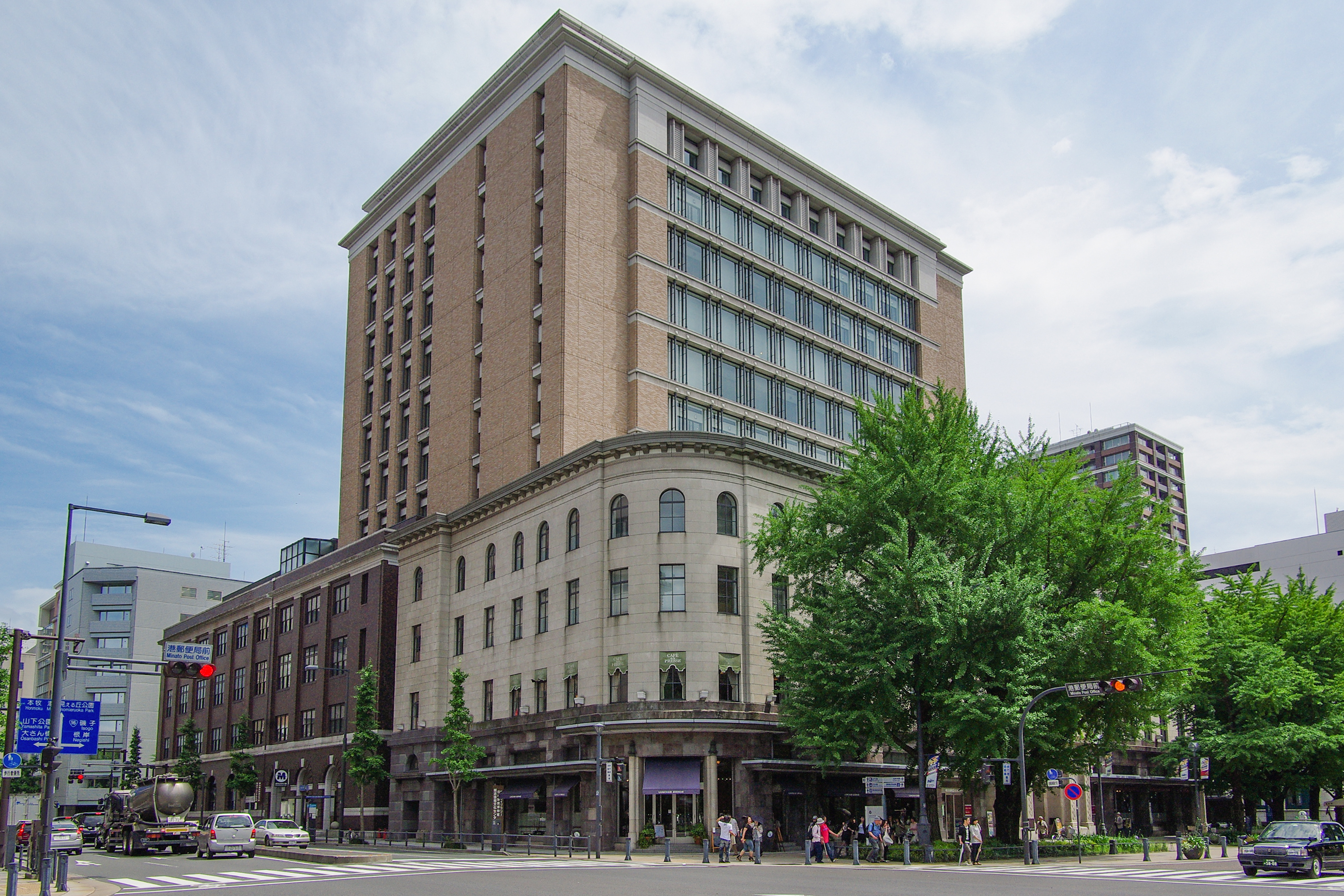
1975年まで横浜商工会議所の事務所として使用された旧横浜商工奨励館（現横浜情報文化センター旧館部分）

横浜商工会議所（よこはましょうこうかいぎしょ）とは、商工会議所法に基づき運営されている特別民間法人。横浜市全域を対象とする地域団体。会頭は日本商工会議所の副会頭をつとめるなど全国でも有力な商工会議所の一つである。横浜商法会議所として1880年創立。1895年横浜商業会議所設立認可、1928年に横浜商工会議所に名称変更。
会員資格は、横浜市内で6ヶ月以上営業している商工業者である。会員数は約1万2千。商工会議所法に定める商工業者の振興のための事業の他、観光都市横浜市の特徴として「みなと祭り国際花火大会」「横浜開港祭」等のイベントの主催・共催も多い。

## 歴代会頭
| 代数       | 名前       | 職業                         | 就任           |
| ---------- | ---------- | ---------------------------- | -------------- |
| 初代       | 原善三郎   | 第二国立銀行頭取             | 1880年4月26日  |
| 2代        | 小野光景   | 生糸貿易商                   | 1883年10月     |
| 3代        | 原善三郎   | 衆議院議員                   | 1895年12月14日 |
| 4代        | 大谷嘉兵衛 | 茶商                         | 1897年11月4日  |
| 5代        | 茂木保平   | 生糸売込唐糸引取商           | 1903年5月4日   |
| 会頭代行   | 来栖壮兵衛 | 横浜船渠専務                 | 1903年12月3日  |
| 6代        | 小野光景   | 生糸貿易商                   | 1905年5月4日   |
| 7代        | 大谷嘉兵衛 | 茶商                         | 1909年7月28日  |
| 8代        | 井坂孝     | 横浜火災保険社長             | 1921年4月27日  |
| 9代        | 有吉忠一   | 貴族院議員                   | 1933年4月12日  |
| 10代       | 中川末吉   | 古河電気工業社長             | 1942年8月25日  |
| 11代       | 平沼亮三   | 第一ホテル社長               | 1943年9月22日  |
| 12代       | 野村洋三   | ホテルニューグランド会長     | 1946年11月26日 |
| 13代       | 平沼亮三   |                              | 1950年11月22日 |
| 14代       | 原良三郎   | 原合名会社社長               | 1951年9月27日  |
| 15代       | 半井清     | 京浜不動産社長               | 1952年11月4日  |
| 16代       | 田中省吾   | 横浜市助役                   | 1959年6月5日   |
| 職務執行者 | 磯野庸幸   | ラジオ関東会長               | 1963年4月23日  |
| 17代       | 李家孝     | 三菱日本重工業取締役         | 1963年11月2日  |
| 18代       | 伊原隆     | 横浜銀行頭取                 | 1973年10月23日 |
| 19代       | 穴水清彦   | 相模鉄道会長                 | 1976年10月26日 |
| 20代       | 上野豊     | 上野トランステック社長       | 1979年10月25日 |
| 21代       | 対馬好次郎 | 相模鉄道社長                 | 1994年         |
| 22代       | 高梨昌芳   | タカナシ乳業社長             | 2001年         |
| 23代       | 上野孝     | 上野トランステック社長       | 2006年11月     |
| 24代       | 佐々木謙二 | 日本発条会長                 | 2007年12月21日 |
| 25代       | 上野孝     | 上野トランステック会長兼社長 | 2015年11月2日  |

## ベイスターズ横浜会
横浜商工会議所が主催し、その会員企業で構成されるプロ野球横浜DeNAベイスターズ後援会組織
- 2008年度会員企業

川本工業
崎陽軒
神奈川トヨタ自動車
上野トランステック
相模鉄道
華正楼
三菱地所横浜支店
髙島屋横浜店
アート宝飾
工藤建設
キリンビール横浜統括支社
横浜丸中青果
三沢電機
横浜銀行
横浜駅前ビルディング
京浜急行電鉄
東京汽船
三木組
AOKIホールディングス
横浜岡田屋
豊商会
日本発条
横浜松坂屋
そごう横浜店
パナソニック モバイルコミュニケーションズ
京急百貨店